# Joseph Thauvette
Pour les articles homonymes, voir Thauvette.
Joseph Thauvette, né le 8 juillet 1876 aux Cèdres (Québec) et mort le 24 novembre 1955, est un médecin et homme politique fédéral et municipal du Québec.

## Biographie
Natif de la presqu'île de Vaudreuil-Soulanges, Joseph Thauvette étudie au Collège Bourget de Rigaud où il reçoit un baccalauréat en Sciences. Il entame une carrière publique en devenant maire de la municipalité de Vaudreuil.
Élu député du Parti libéral du Canada dans la circonscription fédérale de Vaudreuil-Soulanges en 1930, il est réélu en 1935 et en 1940. Il ne se représente pas en 1945.